# Chiesa dei Santi Matteo e Maurizio
La chiesa dei Santi Matteo e Maurizio è un edificio religioso che si trova a Cagiallo, frazione di Capriasca, in Canton Ticino.

## Storia
L'origine della chiesa va probabilmente ricercata nel XIII secolo, anche se la consacrazione avvenne nel 1369. Venne più volte rimaneggiata nel corso dei secoli, il coro risale ad una di queste ristrutturazioni.

## Descrizione
La chiesa ha una pianta ad unica navata sovrastata da un soffitto a capriate. La copertura del coro è a volta a botte lunettata. L'interno è ornato da affreschi realizzati a diverse riprese nel corso dei secoli.